# Kalanchoe tetraphylla
Kalanchoe tetraphylla és una espècie de planta suculenta del gènere Kalanchoe, de la família de les Crassulaceae. És nativa de Madagascar.

## Taxonomia
Kalanchoe tetraphylla H. Perrier va ser descirta per Joseph Marie Henry Alfred Perrier de la Bâthie (H. Perrier) i publicada a Bulletin du Muséum National d'Histoire Naturelle 29: 452–453. 1923.
Degut a un error a The Plant List del 2012, el nom K. thyrsiflora ha estat tractada per algú com a sinònim de K. tetraphylla. Tanmateix aquests dos noms corresponen a dues espècies diferents.
- Kalanchoe: nom genèric que deriva de la paraula cantonesa "Kalan Chauhuy", 伽藍菜 que significa 'allò que cau i creix'.

- tetraphylla: epítet llatí que significa 'amb quatre fulles'.